# Force aérienne chilienne
La Fuerza Aérea de Chile (FACH) est la branche aérienne des forces armées chiliennes.
Leur but est de contrôler le territoire sur un espace aérien de 31,9 millions de km². Le commandant en chef depuis 2018 est le général de l'Air Arturo Merino Núñez, son mandat devant s'arrêter en 2022.

## Histoire
La première étape vers la création de la Force aérienne chilienne a eu lieu quand le lieutenant-colonel Pedro Pablo Dartnell (en) a fondé le Servicio Militar de Aviación de Chile (service militaire de l'aviation du Chili) le 20 décembre 1910. Bien qu'une école ait été prévue, les premiers officiers furent envoyés en France pour leur formation ainsi. L'un d'eux, le capitaine Manuel Ávalos Prado, prit le commandement de l'école d'aviation militaire chilienne qui a été officiellement instauré le 11 février 1913, et est resté aux commandes jusqu'en 1915. La Escuela Militar de Aviación (école d'aviation militaire) a été nommé en son honneur en 1944, et porte encore ce nom aujourd'hui.
Dans ces premières années de l'aviation de nombreux jalons ont été atteints ; conquérir la hauteur de la cordillère des Andes a été l'un des principaux objectifs ainsi que les vols longue distance. Les aéronefs typiques de cette époque étaient les Avro 504, Blériot XI, Bristol M.1C, de Havilland DH.9 et S.E.5a. Dans la décennie suivante, le Línea Aeropostal du Chili fut créé le 5 mars 1929 en tant que branche de l'aviation militaire. Cette compagnie aérienne postale développé plus tard en Línea Aérea Nacional (compagnie aérienne nationale) est toujours la principale compagnie aérienne du pays. Peu de temps après, le 21 mars 1930, les éléments de transport aérien existant de l'armée et la marine ont été fusionnés en un service dédié : le Subsecretaria de Aviación (ministère de l'aviation) en fait un courant indépendant de la force aérienne. Il a été initialement nommé Fuerza Aérea Nacional (force aérienne nationale). L'aéroport international du Chili porte le nom du père fondateur de LAN et premier commandant de l'armée de l'air, Arturo Merino Benítez.
Un premier aperçu de l'organisation de l'armée de l'air actuelle était visible en 1945 avec la création du Grupo de Transporte no 1 (1er groupe de transports), devenu plus tard Grupo 10, avec deux C-45 et un seul T-6 Texan à Los Cerrillos. Deux ans plus tard, le premier vol à destination de l'Antarctique fut réalisé. Les années cinquante signifiait l'entrée dans l'âge du jet pour la force aérienne chilienne, et le Grupo 7 fut la première unité à les recevoir en 1954. Le Chili a obtenu ses avions à la fois des États-Unis et d'Europe. L'offre américaine se composait de Lockheed F-80, de Lockheed T-33, de Beech T-34 Mentor, de Cessna T-37, de Cessna A-37 Dragonfly et de Northrop F-5E/F par exemple, alors que les Britanniques fournirent des Hawker Hunter et les Français livrèrent différents hélicoptères et des Dassault Mirage 50.
La force aérienne chilienne accueille les exercices multinationaux Salitre effectués avec d'autres nations amies.

### Processus de modernisation

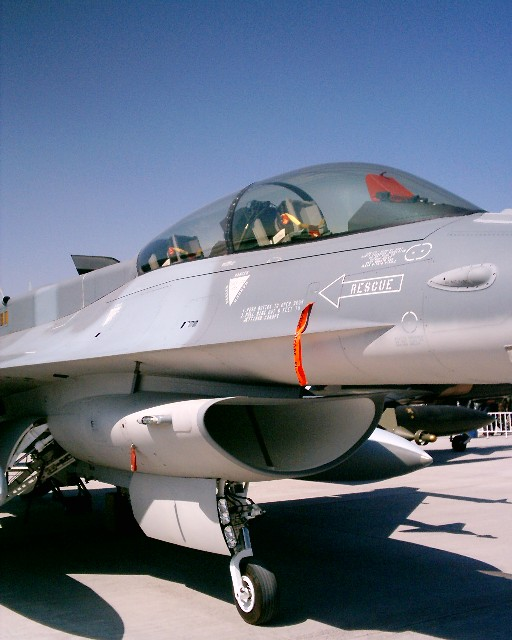
F-16 au salon aéronautique FIDAE 2006.

En 2005, la Force aérienne du Chili a acquis 10 unités de combat multirôle de F-16 C/D Block 50/52+ fabriquées par Lockheed Martin. Ces unités ont été achetées neuves, et intègrent des techniques de pointe pour la défense aérienne et l'attaque en profondeur. Le version Block 50 Plus dispose d'un certain nombre d'améliorations par rapport aux autres blocs et aux versions A/B. Pour compléter la flotte de F-16 C/D Block 50 Plus il fut décidé d'acheter 18 F-16 MLU Block 50 de seconde main des Pays-Bas, pour uniformiser la flotte et remplacer les Mirage V « Elkan ». Ces F-16 ont été portées à la norme MLU (Mid Life Upgrade) aux Pays-Bas, qui sont en cours de rénovation à Pacer Amstel. En plus et du programme MLU, les appareils subiront la mise à jour du programme ENAER Star Falcon, une modernisation qui permettra à ces bombardiers d'étendre leur durée de vie et d'améliorer leurs performances au combat, ce qui leur permettra d'utiliser des bombes lisses ou guidées. Pour étendre ses capacités, la FACH a acquis des systèmes de combat modernes tels que les missiles AIM-120C5 AMRAAM, qui permettent d'engager le combat au-delà de la portée visuelle, une qualité qu'ils partagent avec les F-16 MLU Block 50. Soulignons également l'introduction d'armes d'attaque au sol dont les bombes guidées SPICE et les missiles Harpoon.
L'année 2015 est la date limite pour retirer du service les F-5 et il est prévu d'intégrer un nouveau chasseur de supériorité aérienne, les candidats comprennent l'Eurofighter Typhoon et le Lockheed Martin F-35 Lightning II.
Les Lockheed C-130 Hercules doivent aussi être remplacés par un nouvel avion de transport développé par Embraer, le KC-390.
La force aérienne chilienne a racheté en 2022 un lot de trois E-3D Sentry de seconde main auprès de la Royal Air Force britannique. Un d'entre eux est prévu pour servir de stock de pièces détachées.

## Équipement principaux[Quand?]
| Modèle                                | Origine         | Type                                     | Date d'entrée en service | En service      | Notes                                                                          |
| Avion de chasse                       | Avion de chasse | Avion de chasse                          | Avion de chasse          | Avion de chasse | Avion de chasse                                                                |
| ------------------------------------- | --------------- | ---------------------------------------- | ------------------------ | --------------- | ------------------------------------------------------------------------------ |
| General Dynamics F-16 Fighting Falcon | États-Unis      | Avion de chasse multirôle                | 2007                     | 46              | F-16C/D/AM/BM Block 50                                                         |
| Northrop F-5 Freedom Fighter          | États-Unis      | Chasseur-intercepteur                    | 1976                     | 11              | F-5E/F Tiger III                                                               |
| Avion ravitailleur & AWACS            |                 |                                          |                          |                 |                                                                                |
| Boeing E-3 Sentry                     | États-Unis      | Avion d'alerte avancée                   | 2022                     | 3               |                                                                                |
| KC-135E Stratotanker                  | États-Unis      | Avion de ravitaillement / transport      | 2009                     | 3               | Ex-USAF                                                                        |
| Avion de transport                    |                 |                                          |                          |                 |                                                                                |
| Lockheed C-130 Hercules               | États-Unis      | Transport lourd                          | 1972                     | 3               |                                                                                |
| de Havilland Canada DHC-6 Twin Otter  | Canada          | Transport léger                          | 1973                     | 8               |                                                                                |
| CASA C-212 Aviocar                    | Espagne         | Transport                                | 1994                     | 3               | 1 détruit le 3 septembre 2011 dans un accident causant la mort de 21 personnes |
| Boeing 737                            | États-Unis      | Transport de VIP                         | 2008                     | 2               |                                                                                |
| Avion-école                           |                 |                                          |                          |                 |                                                                                |
| Embraer EMB 314 Super Tucano          | Brésil          | Avion d'entraînement et d'attaque au sol | 2009                     | 12              |                                                                                |
| ENAER T-35 Pillán                     | Chili           | Entraînement                             | 1985                     | 33              |                                                                                |
| Cirrus Aircraft SR20                  | États-Unis      | Entraînement                             | 2012                     | 4               |                                                                                |
| Hélicoptère                           |                 |                                          |                          |                 |                                                                                |
| Bell UH-1 Iroquois                    | États-Unis      | Hélicoptère de transport                 | 1966                     | 14              |                                                                                |
| UH-60 Black Hawk                      | États-Unis      | Hélicoptère de transport                 | 1998                     | 6               |                                                                                |
| Bell 206                              | États-Unis      | Hélicoptère utilitaire polyvalent        | 2006                     | 5               | 206B                                                                           |
| Bell 412                              | États-Unis      | Hélicoptère de transport                 | 2007                     | 16              |                                                                                |

## Avenir de la FACH

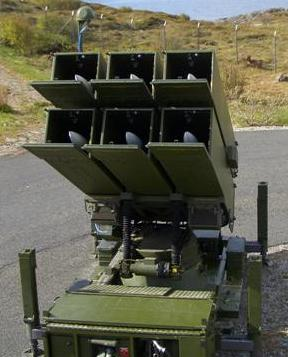
Système de missile sol-air NASAMS.

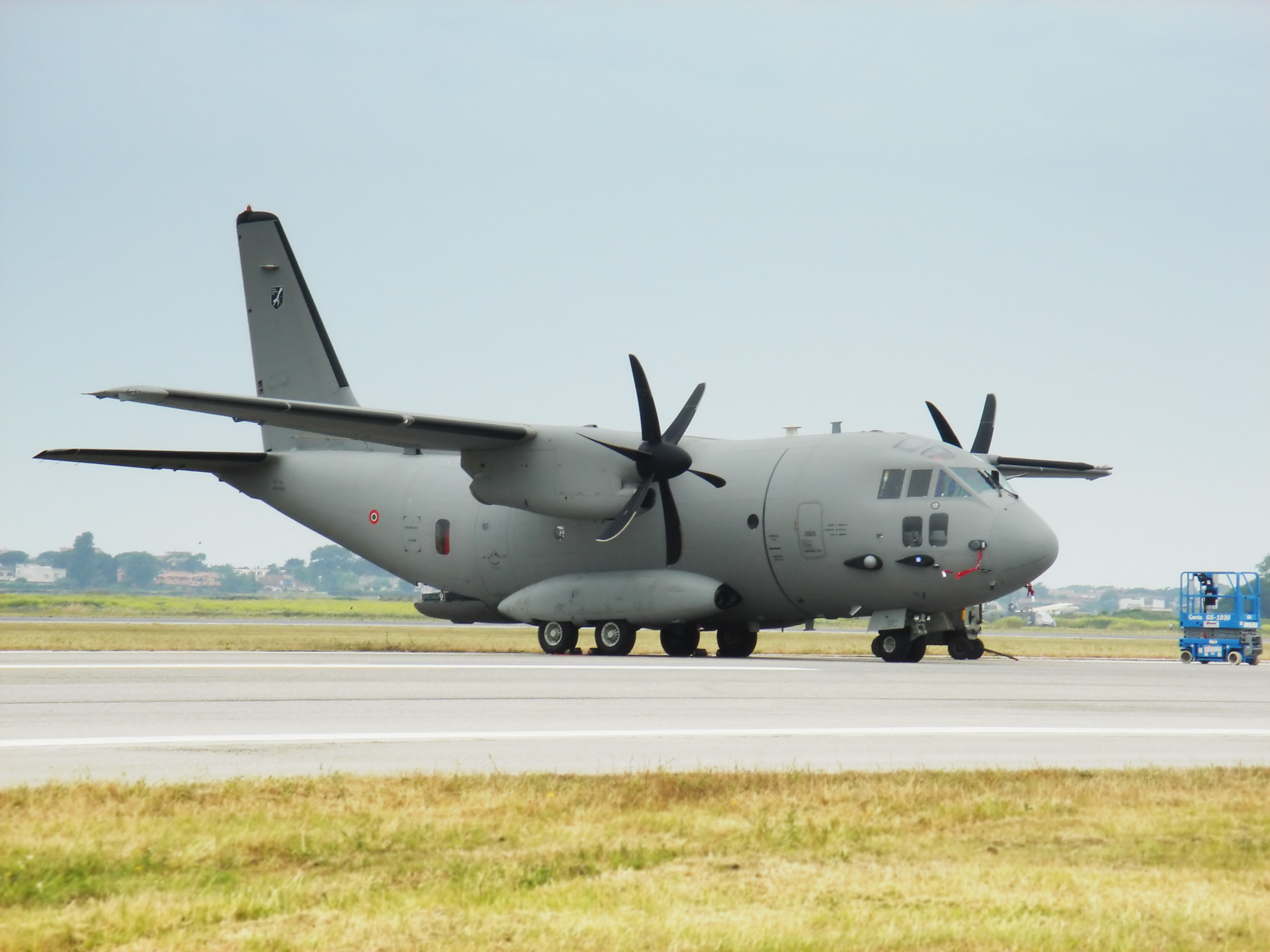
Alenia C-27J Spartan en vol.

- L'acquisition de nouvelles plates-formes à l'appui d'alerte précoce pour Boeing 707 Condor[2].
- Participation au projet Embraer KC-390 avec l'intention d'obtenir 6 avions pouvant remplacer la flotte Lockheed C-130 Hercules[3].
- L'achat du système de défense aérienne NASAMS (Norwegian Advanced Sam System), en commençant par l'acquisition initiale de 3 batteries évalué à 100 millions de dollars[4],[5]. Et d'un lot de 100 missiles AIM-120 AMRAAM C-7[6].
- Il a l'intention d'acquérir nombre indéterminé d'avions Alenia C-27J Spartan pour transporter des troupes[7].
- Il est destiné à construire des avions d'entrainement avancé Alenia Aermacchi M-346 Master dans le cadre d'un accord signé par ENAER (en) et Alenia Aermacchi[8].